# Carl von der Goltz
Freiherr Carl von der Goltz (* 26. März 1794 in Zuchow; † 3. Juli 1865 in Berlin) war ein preußischer Landrat.
Er entstammte der uradligen Familie von der Goltz, diente in der preußischen Armee und avancierte bis zum Premier-Leutnant. Am 29. Juni 1830 wurde er als Landrat des Kreises Schivelbein vereidigt, als Nachfolger von Ludwig von Briesen. In seiner Amtszeit wurde das Kreisgebiet verkehrlich erschlossen. So wurde die erste Chaussee im Kreisgebiet von 1846 bis 1848 zwischen Schivelbein und Polzin gebaut, 1859 erhielt das Kreisgebiet Bahnanschluss mit der Bahnstrecke Stargard–Danzig. 1856 wurde als erste Zeitung des Kreises das Schivelbeiner Kreisblatt, zunächst mit dem Charakter eines amtlichen Bekanntmachungsorgans, gegründet. 
Von der Goltz war Eigentümer des Rittergutes in Kreitzig. 1836 erwarb er zusätzlich das benachbarte Rittergut in Zietlow im Kreis Belgard. Er war verheiratet mit einer von Arnim.
Carl Freiherr von der Goltz wirkte als Landrat bis zu seinem Tode 1865. Ihm folgte im Amt sein einziger Sohn Rüdiger Freiherr von der Goltz.